# Hugo Cid
Hugo Cid Sánchez (ur. 3 lipca 1991 w Acultzingo) – meksykański piłkarz występujący na pozycji środkowego obrońcy, obecnie zawodnik Veracruz.

## Kariera klubowa
Cid rozpoczynał swoją karierę w czwartoligowej drużynie Delfines de la Universidad del Golfo de México (UGM), w której barwach jako nastolatek przez dwa lata występował w rozgrywkach Tercera División. W późniejszym czasie przeniósł się do drugoligowego klubu Albinegros de Orizaba, gdzie również spędził dwa lata, jednak nie zdołał przebić się do seniorskiej ekipy, występując wyłącznie w trzecioligowych i czwartoligowych rezerwach. Bezpośrednio po tym został zawodnikiem kolejnego drugoligowca – CF La Piedad, któremu władze Albinegros sprzedały swoją licencję. W jesiennym sezonie Apertura 2011 dotarł z nim do finału rozgrywek Liga de Ascenso, natomiast rok później, podczas sezonu Apertura 2012, triumfował z La Piedad w rozgrywkach drugiej ligi. Na koniec rozgrywek 2012/2013 awansował z nim do najwyższej klasy rozgrywkowej.
Latem 2013 Cid przeszedł do ekipy Tiburones Rojos de Veracruz, która bezpośrednio po awansie La Piedad wykupiła licencję jego zespołu. W Liga MX zadebiutował 20 lipca 2013 w zremisowanym 2:2 spotkaniu z Chiapas i przez pierwsze kilka miesięcy był podstawowym defensorem drużyny, lecz później stopniowo tracił miejsce w składzie. Premierowego gola w najwyższej klasie rozgrywkowej strzelił 6 maja 2016 w przegranej 1:2 konfrontacji z Morelią, a w tym samym, wiosennym sezonie Clausura 2016 wywalczył z Veracruz puchar Meksyku – Copa MX.
| Sezon     | Klub                        | Kraj   | Rozgrywki        | Mecze    | Bramki   |
| --------- | --------------------------- | ------ | ---------------- | -------- | -------- |
| 2007/2008 | Delfines UGM                | Meksyk | Tercera División | 23       | 3        |
| 2008/2009 | Delfines UGM                | Meksyk | Tercera División | 31       | 12       |
| 2009/2010 | Albinegros de Orizaba       | Meksyk | Ascenso MX       | juniorzy | juniorzy |
| 2010/2011 | Albinegros de Orizaba       | Meksyk | Ascenso MX       | juniorzy | juniorzy |
| 2011/2012 | CF La Piedad                | Meksyk | Ascenso MX       | 10       | 1        |
| 2012/2013 | CF La Piedad                | Meksyk | Ascenso MX       | 11       | 0        |
| 2013/2014 | Tiburones Rojos de Veracruz | Meksyk | Liga MX          | 21       | 0        |
| 2014/2015 | Tiburones Rojos de Veracruz | Meksyk | Liga MX          | 4        | 0        |
| 2015/2016 | Tiburones Rojos de Veracruz | Meksyk | Liga MX          |          |          |